# Little Ellingham
Pour les articles homonymes, voir Ellingham.
Little Ellingham est une paroisse civile et un village du Norfolk, en Angleterre.